# Beuren (Schnürpflingen)
Beuren ist ein Ortsteil der Gemeinde Schnürpflingen im Alb-Donau-Kreis in Baden-Württemberg. Das kleine Dorf liegt circa einen Kilometer südöstlich von Schnürpflingen an der Kreisstraße 7365.

## Geschichte
Der Ort wird 1275 erstmals erwähnt und gehörte den Besserer bis im Laufe des 15. Jahrhunderts. Beuren kam wahrscheinlich mit Schnürpflingen an die Grafen von Fugger. 
Beuren war wohl ursprünglich Pfarrort von Schnürpflingen und Dorndorf. 1275 ist der Ort verlassen und die Kirche zerstört. Diese scheint nicht mehr aufgebaut worden zu sein.

## Sehenswürdigkeiten

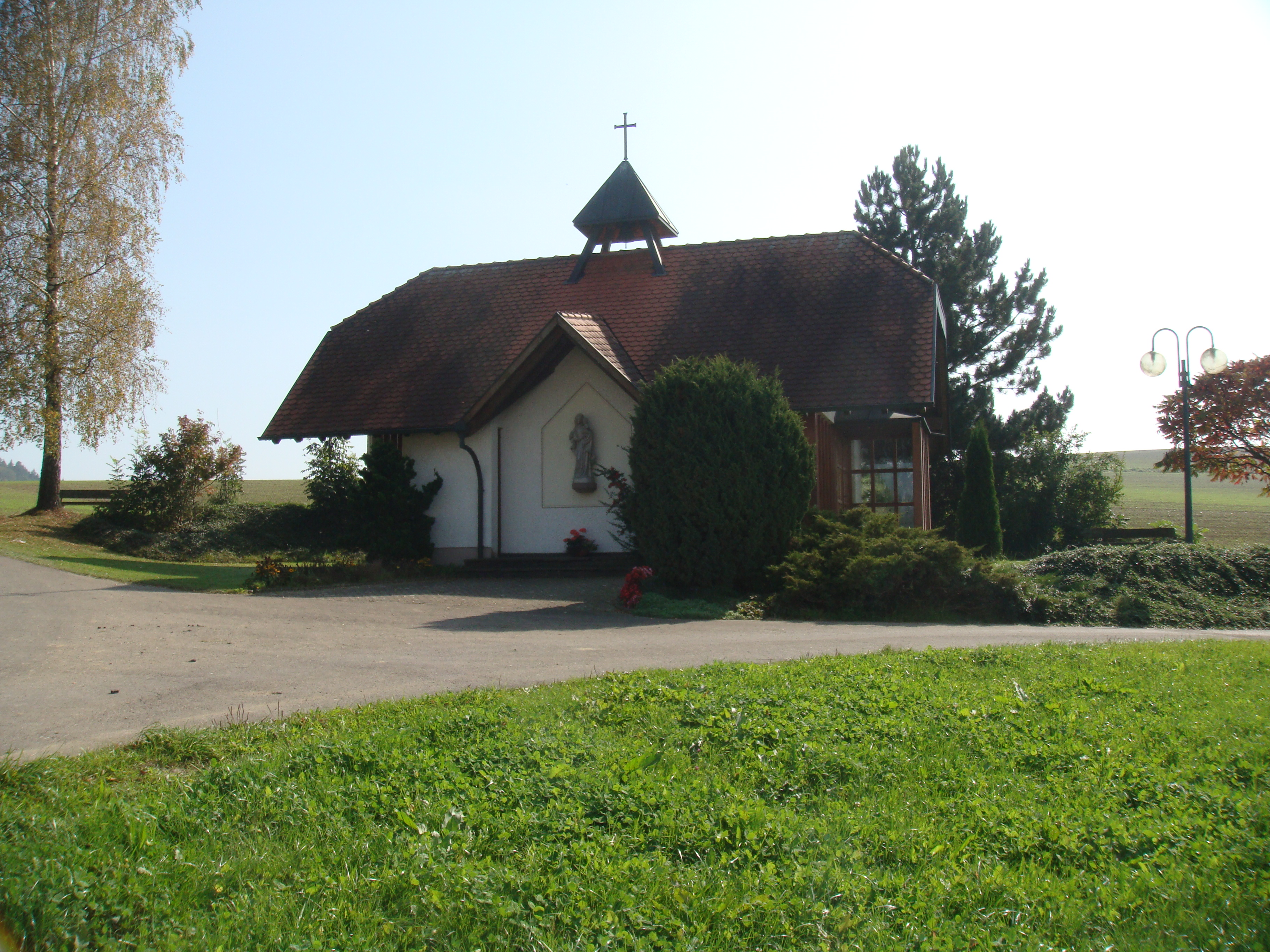
Kapelle

- Kapelle von 1849